# Ipomoea ochracea
Espèce
Statut de conservation UICN

 LC  : Préoccupation mineure
Ipomoea ochracea est une espèce de plantes dicotylédones de la famille des Convolvulaceae, tribu des Ipomoeeae, originaire de l'Afrique tropicale.
C'est une plante herbacée vivace aux tiges minces volubiles pouvant atteindre 5 mètres de long, et aux fleurs à corolle jaune clair en forme d'entonnoir. Cette espèce est cultivée comme plante ornementale et a été introduite dans les régions tropicales des autres continents. Elle est devenue envahissante dans certaines régions, notamment dans certaines îles du Pacifique (Hawaï).

## Taxinomie

### Synonymes
Selon The Plant List (2 novembre 2019) :
- Ipomoea curtisii House[3]
- Ipomoea curtissii House
- Ipomoea ochracea var. curtisii (House) Stearn[3]
- Ipomoea ochracea var. curtissii (House) Stearn

### Liste des variétés
Selon Tropicos (2 novembre 2019) (Attention liste brute contenant possiblement des synonymes) :
- Ipomoea ochracea var. curtissii (House) Stearn
- Ipomoea ochracea var. ochracea